# Yves Millecamps
Yves Millecamps, né le 27 décembre 1930 à Armentières dans le Nord, est un artiste-peintre, sculpteur et créateur français de tapisseries, médailles et sérigraphies.

## Biographie
Orphelin de guerre, pupille de la Nation au décès de son père en 1944, Yves Millecamps est dans l'obligation d'interrompre ses études, et d'entrer dans le monde du travail. Il ne les reprendra qu'en 1949.
Admis à l'École nationale supérieure des arts décoratifs de Paris en 1950, il en sortira diplômé en 1954. À partir de 1956, (sur l'incitation de Jean Lurçat vers 1952) et jusqu'en 1975, il crée des cartons de tapisserie tissés principalement à Aubusson mais aussi dans les manufactures nationales des Gobelins et de Beauvais ainsi qu'à Portalegre, au Portugal. 
À partir de 1963, il se consacre également à la peinture. Son œuvre se rattache au courant de l'abstraction géométrique. Il réalise des sérigraphies, des sculptures en acier, des décors pour la manufacture nationale de Sèvres ainsi qu'une quinzaine de médailles (entre autres pour la Monnaie de Paris, vers 1971 et 1986).
Le 27 juin 2001, Yves Millecamps est élu à l'Académie des beaux-arts au fauteuil de Jean Dewasne (décédé en 1999), en présence de nombreuses personnalités des beaux-arts (dont le Québécois Pierre Renaud). Millecamps présidera l'Académie en 2008.
En 2018, il réalise une très importante donation au musée Jean Lurçat et de la tapisserie contemporaine à Angers, comportant vingt-cinq tapisseries, plus de 150 dessins et gouaches et une grande sculpture réalisée à l'Atelier de recherche et de création du Mobilier national (ARC). Le musée lui consacre une exposition, mettant en lumière l'évolution de son travail, depuis l'influence de Jean Lurçat jusqu'à l'abstraction géométrique.
En 2022, la cité de Sorèze (Tarn) organise une exposition « Millecamps - entre nature et science », du 16 avril au 2 octobre, avec catalogue de sa donation au musée Dom Robert. L'inauguration officielle aura lieu en juillet.

## Œuvre
Comme l'écrit Paul Duchein : « Il y a chez ce peintre, incontestablement, une poétique de la rigueur ; un certain lyrisme, contre toute attente, naît ici de ce qui aurait pu être une froide et banale construction; mais, sur la masse sombre des fonds, les bleus tracent de sonores parcours et les cadmiums simulent des traînées incandescentes ».
« De toute évidence, Yves Millecamps tourne le dos aux visions romantiques, laisse les hyperréalistes s'emparer des machines et des engrenages pour inventer une abstraction singulière et très personnelle qui ne néglige pas pour autant la part réservée au mystère ».
Quant à lui, l'historien de l'art Serge Lemoine avance :  « Un tableau d'Yves Millecamps se reconnaît d'emblée. Non parce qu'il est abstrait mais parce qu'il montre un jeu de formes bien ordonnées et en même temps nouées, qui composent une image inédite et riche de multiples commentaires et interprétations ».
« C'est à la suite d'une évolution conduite en toute logique que Millecamps est parvenu à trouver sa voie en 1963, en se tournant vers la peinture abstraite géométrique et en continuant de la suivre jusqu'à aujourd'hui. Dans un style qui n'appartient qu'à lui. Rien de Mondrian, de Delaunay ou de Herbin, pour remonter aux origines, mais sans doute des rapports sur le fond avec Kupka dans l'évocation de ces mondes en formation et en constante métamorphose ».

## Collections publiques
- Centre national d'art et de culture Georges-Pompidou, Relief mural en acier inoxydable poli miroir et satiné (1975), peintures : PA 6601 (1966), PL 6704 (1967), SG 7701 (1977) et la gouache préparatoire, SG 7803 (1978) et la gouache préparatoire, SG 8209 (1982), SG 9024 (1990), donation 2025[9];
- Mobilier National (en dépôt à ces institutions) :
  - Au Conseil économique, social et environnemental, Paris, L'éternel message, tapisserie, 1957[10] ;
  - à l'Assemblée nationale (France), La nuit froide des abysses, tapisserie, 1959[8] ;
  - au ministère des Affaires sociales, Paris, Genèse d'un monde, tapisserie, 1961[8] ;
  - à la Cour des comptes (France), Paris, Cantate, tapisserie, 1961[11] ;
  - à la Maison française d'Oxford (G.-B.), Eurythmie, tapisserie, 1965[12] ;
  - au palais de justice de Paris (Cour de cassation), Structures, tapisserie, 1965[11].

- Musée d'art et d'histoire de Neuchâtel (Suisse): Antarès, tapisserie, 1970 (et PL. 7607/7707, peintures en 1979)[8].
- Bibliothèque nationale de France  (Paris) : sérigraphies, 1973[1].
- Palais des beaux-arts de Lille : PL. 7410, peinture, 1975 (et estampes)[13].
- Musée des beaux-arts de Nice : PL. 7306/7412, peintures, 1975.
- MUba Eugène Leroy (Tourcoing) : SG. 7802, peinture, 1981[14].
- Fonds national d'art contemporain (Paris) : SG. 8312, peinture, 1985[15].
- Musée d'art et d'histoire de Cholet : PL. 7214, peinture, 1985 (et sérigraphies).
- National Gallery for Foreign Art (en) (Sofia, Bulgarie) : SG. 8621, peinture, 1988.
- Musée d'Art contemporain de Taipei (Taiwan) : SG. 8908, peinture, 1989.
- Musée Ingres-Bourdelle (Montauban) : SG. 7806, peinture, 1996[16].
- Musée du Château des ducs de Wurtemberg (Montbéliard) : SG. 9902, peinture, 2001.
- Musée du dessin et de l'estampe originale de Gravelines : Tilt (1973), Gravitation bleue (1973), Épicentre (1973), Diffusion (1973), Résonnance (1973), Rutile (1970), Rencontre (1979), Expectative (1979), Statisme (1983), sérigraphies, 2017.
- Musée Jean-Lurçat et de la tapisserie contemporaine (Angers) : 25 tapisseries dont Wall Street (1964), Interférences (1972) et Fréquence rouge (1973), peintures PL. 6806 (1968) et PL. 6904 (1969) et sculpture pivotante Neptune (1969), donation 2018[17].
- Bibliothèque de l'Institut de France (Paris) : sérigraphies, 2020.
- Musée Dom Robert et de la tapisserie du XXe siècle (Sorèze): Antagonisme, Axiolithe, Cassiopée, Éclosion noctiflore, Feu Saint-Elme, Gallium, Pétales lunaires, Procyon, Stretto, Translation, tapisseries, donation 2022[18].

Note : cette liste est partielle.

### Articles connexes

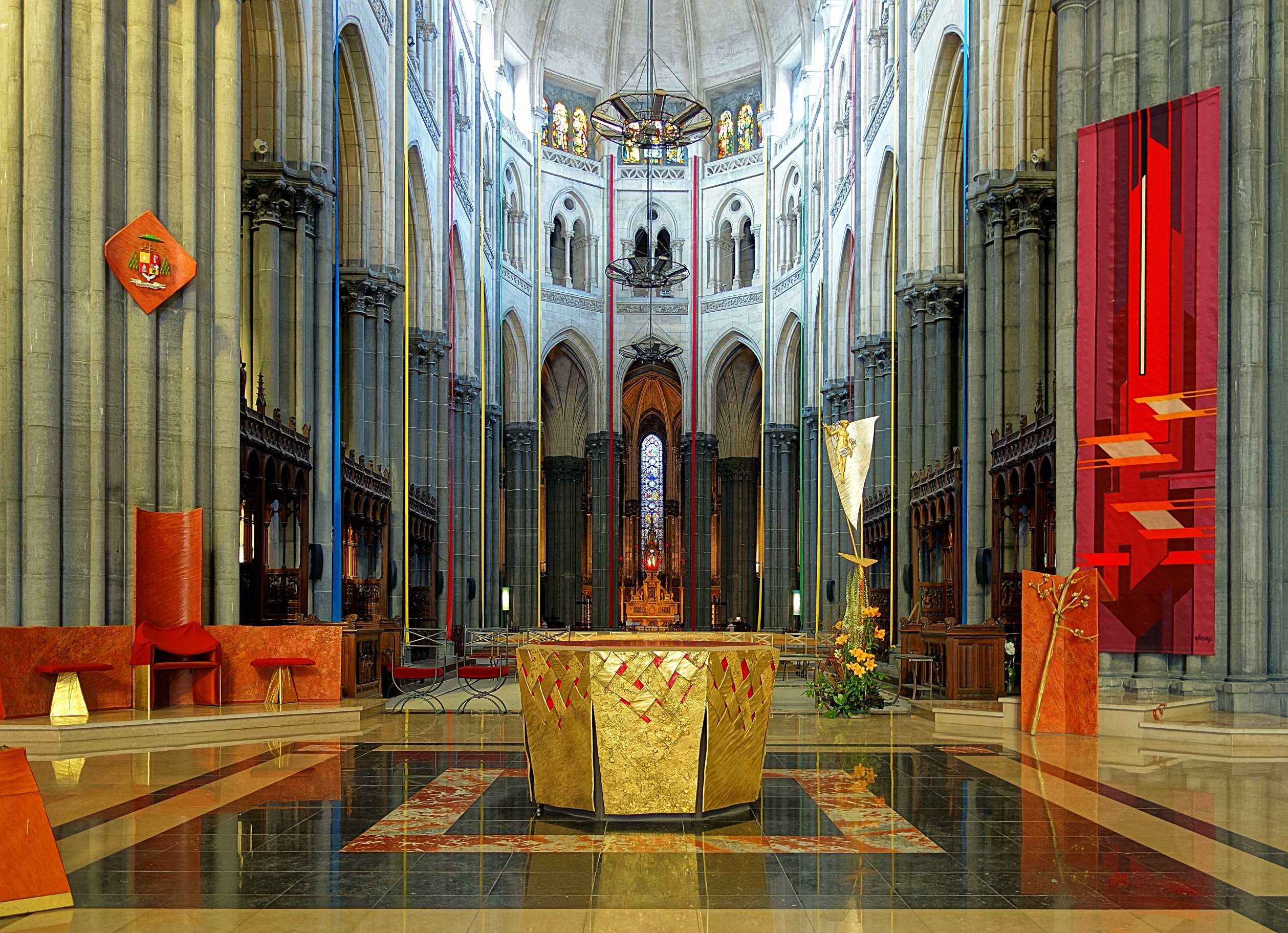
Grande tapisserie du chœur, 1997.

## Commandes publiques ou privées
- 1965 : tapisserie Sciences physiques et chimiques, nouvelle Faculté des Sciences, Rennes (Louis Arretche, architecte)[19].
- 1965 : tapisserie Minéragénèse bis, Oaks Hotel, Houston (U.S.A.).
- 1965 : tapisserie Dissonance, United of America Bank, Chicago (U.S.A.)[8].
- 1966 : tapisserie Radiations, Gleason Works, Rochester (New York)[20].
- 1967 : relief, Société Ugine Gueugnon, Paris[21].
- 1968 : tapisserie Air France (Pierre Gauthier-Delaye, architecte d'intérieur)[22]
- 1968 : tapisserie Espérance, nouveau Palais de Justice, Lille (Jean Willerval, architecte)[23].
- 1969 : tapisserie Eidotrope, Banque Odier Bungener Courvoisier & Cie, Paris[20].
- 1969 : tapisserie Érubescence, International Telegraph and Telephone, New York (U.S.A.)[20].
- 1970 : sculpture (13 m), Collège Paul Painlevé, Sevran (André Schmitz, architecte)[24].
- 1971 : tapisserie Ibi bases mentis, IBM,  Austin (U.S.A.)[25].
- 1972 : peinture PL. 6808, Zale Corporation (en), Dallas (U.S.A.)[7].
- 1972 : relief Hôtel le Méridien, Paris (René Coulon, architecte - Pierre Guariche, architecte d'intérieur).
- 1972 : relief, Chambre Syndicale de la Sidérurgie Française, Paris[26].
- 1972 : relief, Krieg et Zivy Industries, Le Plessis-Robinson[27].

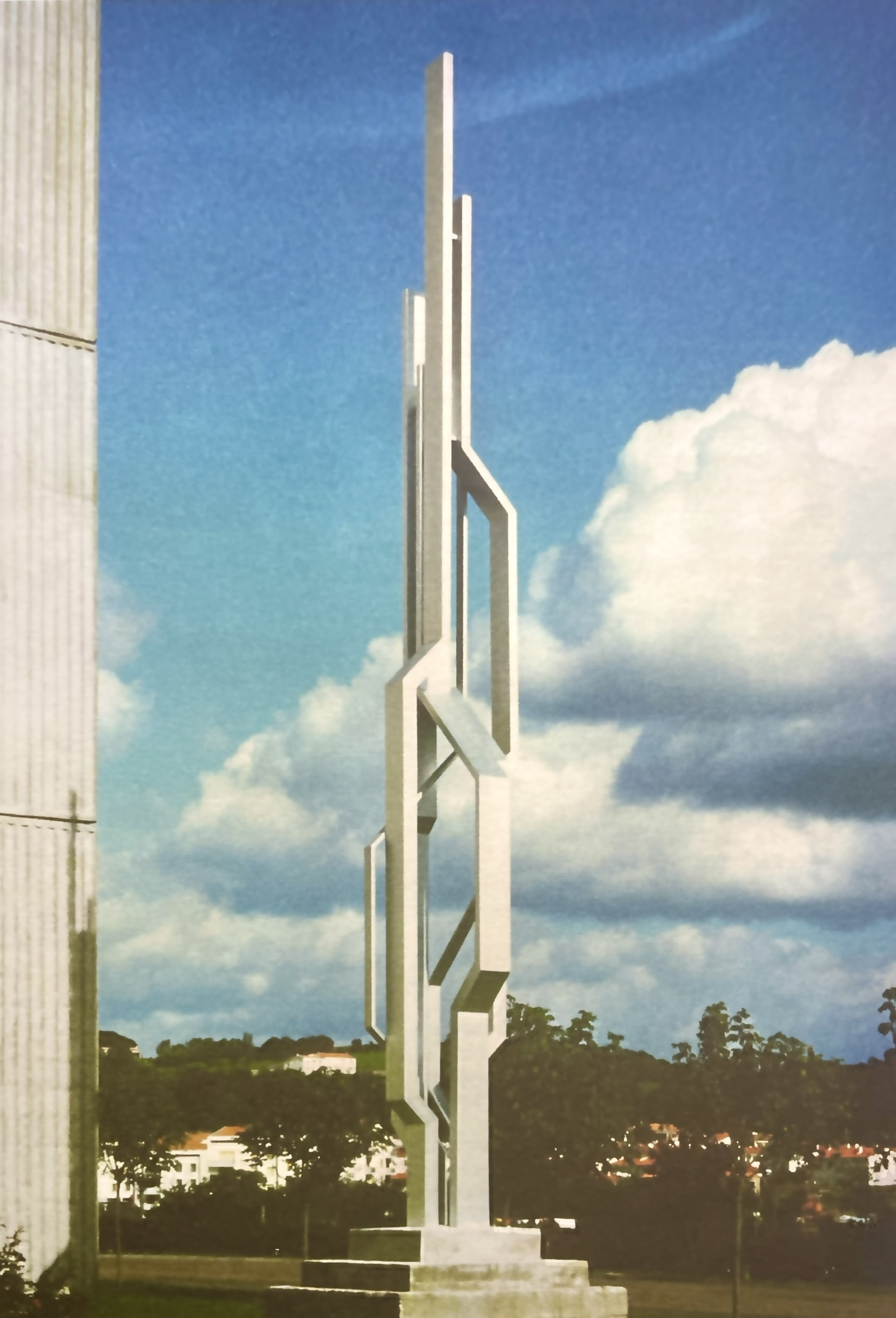
Pouzauges, de Millecamps, 1973.

- 1973 : sculpture (6 m), Collège Gaston Chaissac, Pouzauges (André Schmitz, architecte)[28].
- 1973 : relief, Rhône-Progil, Paris La Défense (Michel Buffet, architecte d'intérieur).
- 1973 : sculpture (4 m), Lycée de La Couronne (André Schmitz, architecte).
- 1974 : sculpture (13 m), Lycée d'Haubourdin (Pierre-François Delannoy, architecte)[7].
- 1974 : tapisserie Diaphonie II, Hôtel Sheraton, Paris (Pierre Dufau, architecte); actuellement chez Keshishian, Londres[8].
- 1975 : relief, Héron Building Montparnasse, Paris (Pierre Dufau, architecte).
- 1976 : médaille, Université de Paris-Dauphine.
- 1981 : relief, nouvelle Gendarmerie, Moulins.
- 1981 : médaille, Société des Autoroutes du Sud de la France.
- 1986 : peinture SG. 8620, Cogema, La Hague[2].
- 1989 : peinture SG. 8907, Société Citroën (XM'Art), Paris; sérigraphies, Cologne.
- 1990 : relief, Hôtel de Jeddah, Taïeff (Arabie saoudite)[8]
- 1992 : peintures SG. 9110/9201, Compagnie Générale d'Informatique, Paris.
- 1993 : sculpture, Société Eramet-Le Nickel S.L.N., Paris (Nouméa).
- 1993 : peinture SG. 9204, A.G.F., Paris.
- 1997 : tapisserie Cor nostrum ardens, Cathédrale Notre-Dame-de-la-Treille, Lille (Alain Plateaux, architecte)[17].
- 1998 : peintures SG. 9803/9804/9805, R.A.T.P. (métro Météor), Paris.
- 2017 : peintures SG. 1602/1701, Faculté de pharmacie, Paris[29],[30]

Note : cette liste est partielle; certaines oeuvres ont été acquises sans commande préalable.

## Expositions principales
Note : expositions individuelles sauf *
- 1959 : *Salon des artistes décorateurs (SAD), Paris.
- 1960 : *10e Salon d'Art Sacré, MAM, Paris.
- 1962 : *1re Biennale internationale de la tapisserie, Lausanne (Suisse)[17].
- 1965 : Galerie Florence Garnier, Paris (Cannes).
- 1967 : *SAD, Paris[31].
- 1968 : *Biennale de l'Estampe, Paris[20]; Galerie Le Scribe, Montauban.
- 1969 : *4e Biennale, Lausanne[20]; Galerie 28, Lille; Galerie La Demeure, Paris[32]; Maison de la Culture, Yerres; Château de Brantôme.
- 1970 : Hôtel de Ville, Carpentras; Église du Château, Felletin.
- 1971 : Main Place Gallery, Dallas (U.S.A.); Galerie Jacqueline Storme, Lille; *5e Biennale, Lausanne.
- 1972 : Galerie Le Scribe, Montauban; Musée d'Art et d'Histoire, Neuchâtel (Suisse).
- 1973 : Galerie 17, Paris; Galerie La Demeure, Paris[32]; Galerie Jacqueline Storme, Lille; *MAC, Montréal (Québec).
- 1975 : Château des Évêques, Saint-Pandelon (Dax); Galerie des Ponchettes, Nice; *SAD, Paris.
- 1976 : Galerie Le Scribe, Montauban.
- 1977 : L'atelier, Écluzelles.
- 1979 : Musée d'Art et d'Histoire, Neuchâtel; Galerie Sincron, Brescia (Italie); Galerie Suisse de Paris.
- 1980 : Galerie AM 16, Rome (Italie).
- 1981 : Galerie Jacqueline Storme, Lille; Galerie Centro del Portello, Gênes (Italie); Galerie Verifica 8 + 1, Venise; Galerie Le Scribe, Montauban.
- 1982 : Galerie Suisse de Paris.
- 1983 : Centre Vickers-Ronéo, Paris; Salon des réalités nouvelles, Paris[33].
- 1984 : *SAD, Paris (reliefs en alucobond 9x3m et 12x3m pour BMW, Cholet).
- 1985 : Château de Lourmarin; Galerie Suisse de Paris.
- 1986 : Fondation du Grand Cachot de Vent (Suisse).
- 1987 : Hôpital du Val-de-Grâce, Paris.
- 1989 : Galerie Le Scribe, Montauban.
- 1990 : Galerie Septentrion, Marcq-en-Barœul; Galerie Propitia, Leyde (Pays-Bas); Galerie Artko, Toulouse.
- 1992 : Galerie Ipomal, Landgraaf (Pays-Bas); Galerie Henri Matisse, Seclin.
- 1994 : Hôtel Astra, Paris.
- 1996 : Galeries Poirel, Nancy.
- 1998 : Hôtel Astra, Paris.
- 2000 : Maison d'Éducation de la Légion d'honneur, St-Denis; *MAC 2000[21]
- 2003 : centre Noroît, Arras[32].
- 2007 :*musée de la Tapisserie, Aubusson.
- 2008 : Galerie Chevalier, Paris[34]; *Musée Ingres, Montauban[35].
- 2013 : *DECORUM, Musée d'art moderne de la ville de Paris[36].

## Décorations
- Chevalier de la Légion d'honneur (2007)[37]
- Officier de l'ordre des Palmes académiques
- Officier de l'ordre des Arts et des Lettres (2014)[38],[39]